# عصام عبد علي
الدكتور عصام عبد علي هو أكاديمي وشاعر وكاتب عراقي ولد في بغداد 1935، أصله من مدينة الخالص.
شغل منصب رئيس جامعة الموصل للفترة 2 تشرين الثاني 1977 إلى 3 نيسان 1978، ثم شغل منصب وزير التعليم العالي والبحث العلمي من نيسان 1978 إلى 12 آب 1979.

## مؤلفاته
- مهيار الديلمي حياته و شعره